# Litis contestatio
Litis contestatio — момент точного установления спорных отношений сторон в гражданском судебном процессе, с которого процесс считается начатым.
Юридический термин известен ещё со времён Римской республики и применялся, преимущественно, в легисакционном процессе. После назначения претором судьи для разбирательства спора стороны в торжественных словах формулировали свои притязания и призывали присутствующих свидетелей подтвердить их готовность подчиниться решению преторского судьи — testes estote, откуда и название акта. С момента litis contestatio стороны вступали в новое юридическое процессуальное отношение. В формулярном процессе litis contestatio утратила своё торжественное значение, превратившись в передачу преторской формулы истцу для представления её в суде, но сохранила свою юридическую силу и влияние на отношения сторон. В позднейшем императорском процессе с ликвидацией деления производства на in iure и in iudicio определение момента litis contestatio стало затруднительным; его стали приурочивать ко времени окончательного заявления сторонами своих притязаний в судебном заседании.
В письменном процессе, действовавшем в Западной Европе и России до современных форм суда, момент litis contestatio приурочивался к подаче ответной бумаги. В современном процессе litis contestatio наступает с момента обмена сторон речами по поводу их притязаний или с момента явки в суд для производства дела. Последнее имеет место и в русском праве. Открывая процесс, litis contestatio влечёт за собой все последствия его возникновения как в процессуальном, так и в материально-правовом отношении (перерыв давности, распределение ответственности за убытки, случай).